# Суббореальний період
Суббореальний період — кліматичний період голоцену на північному заході Європи. Тривав з 3710 по 450 р. до н. е.
Клімат під час суббореального періоду був холоднішим і сухішим у порівнянні з попереднім атлантичним і подальшим субатлантичним періодами, навіть попри те, що він був теплішим, ніж сьогодні. У Скандинавії перехід від атлантичного до суббореального періоду за видовим складом рослинності є різкою і вельми помітною межею. У Західній Європі цей перехід не так помітний. Типовим показником тут є швидке відступання в'яза, причини якого не до кінця зрозумілі: або через похолодання, або через діяльність людини. Сухіший клімат сприяв, зокрема, розповсюдженню вересових.
Суббореальний період відповідає пилковим зонам IVa і IVb, які виділив голландець В. Загвейн (1986) , а також зоні VIII згідно з Литт та ін (2001). 

## Хронологія
- Піорська осциляція (3200-2900 р. до н. е.)
- Посуха 2200 років до н. е.
- Похолодання середньої бронзової доби (1800-1500 р. до н. е.)
- Кліматичний оптимум бронзової доби (1500-900 р. до н. е.)
- Похолодання залізної доби (900-450 р. до н. е.)